# Kingdom of the Spiders
Kingdom of the Spiders è un film del 1977 diretto da John 'Bud' Cardos.

## Trama
Indagando sulle misteriosi morti di numerosi capi di bestiame, il veterinario Rack Hansen scopre che la sua cittadina è al centro di una migrazione di pericolose tarantole....

## Produzione
Kingdom of the Spiders è uno dei numerosi horror / fantascientifici a scopo ambientalistico del quale fanno parte anche Future animals, La notte della lunga paura, Killer Bees, Frogs e 2002: la seconda odissea.

## Sequel
William Shatner ha raccontato nel 1998 in un'intervista a Fangoria che sul finire degli anni '80 stava lavorando con la Cannon Films per produrre il sequel di Kingdom of the Spiders, intitolato semplicemente Kingdom of the Spiders 2. Secondo l'attore il film sarebbe stato incentrato su un personaggio torturato dai suoi nemici con alcuni ragni. La Cannon rivelò alla rivista Variety che Shatner avrebbe diretto ed interpretato il film in questione, ma lo studio finì in bancarotta prima che la produzione del film iniziasse.
Nel 2003, il sito internet della Port Hollywood, una compagnia di produzione di Kantor e Howard James Reekie, pubblicò la trama di un altro possibile sequel del film intitolato Kingdom of the Spiders II. In questa trama era indicato che alcuni ragni malvagi vittime di esperimenti governativi segreti si sarebbero ribellati agli esseri umani.

## Curiosità
- All'epoca delle riprese, Shatner era sposato con Marcy Lafferty, la donna che nel film interpreta sua cognata.
- Il film ricette una nomination per il Miglior film horror dall'Academy of Science Fiction, Fantasy and Horror Films, ma venne battuto dal film Quella strana ragazza che abita in fondo al viale, interpretato da una giovanissima Jodie Foster.
- Kantor raccontò nella sua intervista a Fangoria che il film Aracnofobia prodotto da Steven Spielberg presentava numerose somiglianze con Kingdom of the Spiders. "Penso che sia una copia" disse Kantor "non posso querelare Spielberg!"[2]
- Secondo il regista, diverse attrici furono considerate per il ruolo di Diane Ashley ma furono tutte respinte quando dimostrarono terrore nell'apprendere che avrebbero dovuto recitare con tarantole vive. Curiosamente tra queste attrici c'erano Barbara Hale e Donna Mills, le quali entrambe recitarono in film con ragni assassini: la Hale in L'invasione dei ragni giganti e la Mills in La maledizione della vedova nera. Tuttavia in nessuno di questi due film le attrici in questione interagirono direttamente con dei ragni come avrebbero dovuto fare in Kingdom of the Spiders.
- La novelization del film uscì nel 1977 scritta da Bernhardt J. Hurwood. In Italia venne pubblicata solamen nel 1979 con il titolo L'attacco delle tarantole.